# Ланг, Эмиль
Эмиль «Булли» Ланг (нем. Emil «Bully» Lang; 14 января 1909 — 3 сентября 1944) — немецкий лётчик-ас истребительной авиации Люфтваффе времён Второй мировой войны. Совершил 403 боевых вылета, одержав 173 победы в воздухе, из них 144 на Восточном фронте, а также потопил советский торпедный катер. Лангу приписывают рекорд по количеству сбитых самолётов противника за один день — в начале октября 1943 года он уничтожил более пяти советских самолётов.
Прибыв в 54-ю истребительную эскадру Восточного фронта, свои первые три воздушные победы одержал в марте 1943 года. В течение 3 недель в октябре — ноябре 1943 года сбил 72 самолёта противника. 3 ноября 1943 года установил абсолютный рекорд в истории авиации, сбив за один день 18 самолётов противника. 22 ноября 1943 года Ланг был награждён Рыцарским крестом Железного креста, к тому времени одержав 119 побед. К марту 1944 года общее число сбитых Лангом самолётов достигло 144, за что 11 апреля его наградили Рыцарским Крестом с Дубовыми Листьями. Будучи переведённым на Западный фронт, 14 июня 1944 года одержал свою 150-ю победу в ходе Нормандской операции. Последние три самолёта Ланг сбил 26 августа 1944 года. Был подбит 3 сентября 1944 года в воздушном бою над Бельгией с британскими истребителями и разбился, не дотянув до аэродрома.

## Ранние годы
Эмиль Ланг родился 14 января 1909 года в посёлке Тальхайм, ныне являющимся частью коммуны Фраунберг, недалеко от города Фрайзинг, федеральная земля Бавария. Серьёзно занимался бегом на средние дистанции. В начале 1930-х годов Ланг, окончив лётную школу, стал пилотом авиакомпании «Люфтганза». Своё прозвище «Булли» получил от друзей за своё похожее на «бульдожье» выражение лица.

## Карьера в Люфтваффе
После начала Второй мировой войны он был мобилизован в Люфтваффе и первоначально летал на транспортном Ju-52. В 1942 году, когда Эмилю было 33 года, его направили в истребительную авиашколу. С 3 июля 1942 по 5 января 1943 года проходил обучение. 6 января 1943 года был зачислен в Истребительную учебно-тренировочную группу «Восток». 11 февраля 1943 года прибыл в состав 1-й эскадрильи 54-й истребительной эскадры «Грюнхерц», действовавшую на Восточном фронте. В возрасте 34-х лет он стал одним из самых старых среди действующих лётчиков-истребителей Люфтваффе. В марте 1943 года Ланг одержал первые три победы. Спустя месяц был переведён в 5-ю авиаэскадрилью 5./JG54, 20 августа 1943 года став её командиром. 14 сентября Ланг достиг рубежа в 20 воздушных побед.
Октябрь — ноябрь 1943 года стали для него чрезвычайно успешными. Согласно немецким данным, в первые три недели октября Ланг сбил 35 Ла-5, 15 Як-7, девять Як-9, пять ЛаГГ-3, два Ил-2 и по одному Пе-2 и Р-40. 2 ноября в ходе одного вылета он сбил над плацдармом в районе города Лютеж, в 30 км севернее Киева, сразу по четыре Як-7 и Як-9, достигнув планки в 100 побед. В честь этого достижения Эмиль Ланг был первый из двух раз упомянут в выпуске новостей Вермахтберихт, как наиболее отличившийся военнослужащий на фронте. Запись об упоминании заносилась в личное дело и в документы военнослужащего, была размещена его фотография в газетах. 3 ноября 1943 года в районе города Киев Эмиль Ланг установил своеобразный мировой рекорд, сбив по немецким данным в один день в ходе трёх боевых вылетов 18 советских самолётов — девять Ил-2, четыре Ла-5, три Як-7 и два Як-9. Это достижение привело к появлению его фотографии 13 января 1944 года на обложке известного немецкого журнала «Berliner Illustrirte Zeitung». 4 ноября он сбил севернее Киева ещё один Ил-2, и его счёт достиг 119-ти побед. 22 ноября Ланг был награждён Рыцарским Крестом, а три дня спустя получил ещё и Немецкий крест в Золоте.
В марте 1944 года обер-лейтенант Ланг переведён на Запад в 9-ю эскадрилью 54-й истребительной эскадры, базировавшейся в Северной Франции. 11 апреля Ланг стал 448-м награждённым Рыцарским Крестом с Дубовыми Листьями, к тому моменту за ним было 144 воздушные победы на Восточном фронте. В июне 1944 года Эмиль Ланг заявил о 15 сбитых самолётах противника, включая девять Р-51 «Мустанг», три Р-47 «Тандерболт», B-17, Р-38 «Лайтнинг» и «Спитфайр». 29 июня он уже в звании гауптмана возглавил 2-ю авиагруппу 26-й истребительной эскадры «Шлагетер». Сбив 9 июля три «Спитфайра» 453 эскадры ВВС Британии, Ланг преодолел рубеж в 160 побед. Затем 15—28 августа он сбил ещё 11 самолётов: пять «Спитфайров», три Р-38 и три Р-47, после чего его счёт достиг 173-х побед. Всего с 18 мая по 28 августа 1944 года в небе Западного фронта Эмиль Ланг одержал 29 воздушных побед, включая 9 истребителей P-51 «Мустанг». 6 июня 1944 года его авиагруппа стала первой, достигшей 100 воздушных побед над Нормандией, этот факт принёс ему и его подчинённым второе упоминание в выпуске военных новостей Вермахтберихт.

## Гибель
3 сентября 1944 года Эмиль Ланг на Фокке-Вульф-190A-8 (Werknummer 171 240 — заводской номер) взлетел с аэродрома Мелсброек, расположенного севернее Брюсселя, но из-за технических неполадок он не сразу смог убрать шасси. Спустя десять минут в районе Синт-Трёйдена он и его группа, летящая на малой высоте, была внезапно атакована сзади британскими истребителями. В ходе воздушного боя самолёт Ланга был подбит истребителем Р-51 «Мустанг» лейтенанта Дарелла Крамера из 338-й истребительной эскадрильи 55-й истребительной группы Королевских ВВС. В том бою англичане сбили три из шести «Фокке-Вульф». Падая почти вертикально с выпущенными стойками шасси, «Фокке-Вульф» врезался в землю и взорвался.
28 сентября 1944 года командир Ланга Йозеф Приллер направил запрос о посмертном присвоении ему звания майора. Описывая характер Ланга, Приллер писал:

Капитан Ланг обладает выдержанным характером, серьёзным и спокойным поведением, однако в определённой вынужденной ситуации может проявить энергичность в действиях. Очень хороший офицер. Требовательный прежде всего к себе. Знает подход к своим подчинённым. Является образцом безупречной службы, инициативен и талантлив в высшей степени, привержен идеалам национал-социализма.

Командир 2-го истребительного корпуса генерал-майор Альфред Бюловиус согласился с оценкой. Несмотря на рекомендации, Эмиль Ланг не получил посмертное звание майора.

## Награды
- Крест «За военные заслуги» 2-й степени с мечами — 24 октября 1940 года
- Авиационные планки Люфтваффе:
  - 3-й степени (бронзовый цвет) — 23 марта 1943 года
  - 2-й степени (серебряный цвет) — 14 мая 1943 года
  - 1-й степени (золотой цвет) — 25 июня 1943 года
- Почётный Кубок Люфтваффе — 27 октября 1943 года
- Немецкий крест в Золоте — 25 ноября 1943 года
- Железный крест:
  - 2-го класса — 13 июня 1943 года
  - 1-го класса — 2 августа 1943 года
- Рыцарский крест Железного креста:
  - Рыцарский крест Железного креста — 22 ноября 1943 года
  - Рыцарский крест Железного креста с Дубовыми Листьями — 11 апреля 1944 года